# Abraham II
Mar Abraham II fut catholicos-patriarche de l'Église de l'Orient entre 837 et 850. Il fut auparavant évêque de Hdatta.

## Biographie
Abraham était moine au monastère de Beth'Abhé, puis il fut consacré évêque de Hdatta. Bar Hebraeus rend brièvement compte de son patriarcat dans sa Chronique vers 1280, ainsi que des auteurs nestoriens, tels que Mari au XIIe siècle, Amr et Sliba au XIVe siècle.
Dans son Chronicon Ecclesiasticum, Bar Hebraeus rapporte: « Sabricho II a été suivi d'Abraham II, du monastère de Beth'Abhé, qui était un homme chaste et pur de corps, mais peu instruit et peu au fait de la tâche de gouverner l'Église. Son neveu Éphrem, fils de sa sœur, et un autre, fils d'une concubine, ont usé de leur pouvoir de façon perverse. À son époque, les chrétiens étaient dans une situation désespérée car les Arabes ont détruit beaucoup d'églises à Bassorah. »